# Martiri di Sandomierz

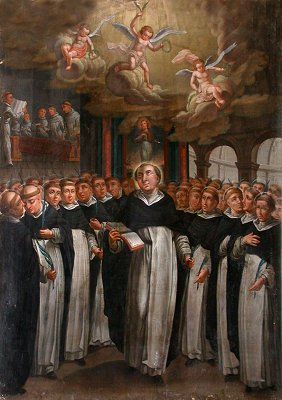
I beati Sadoc e compagni

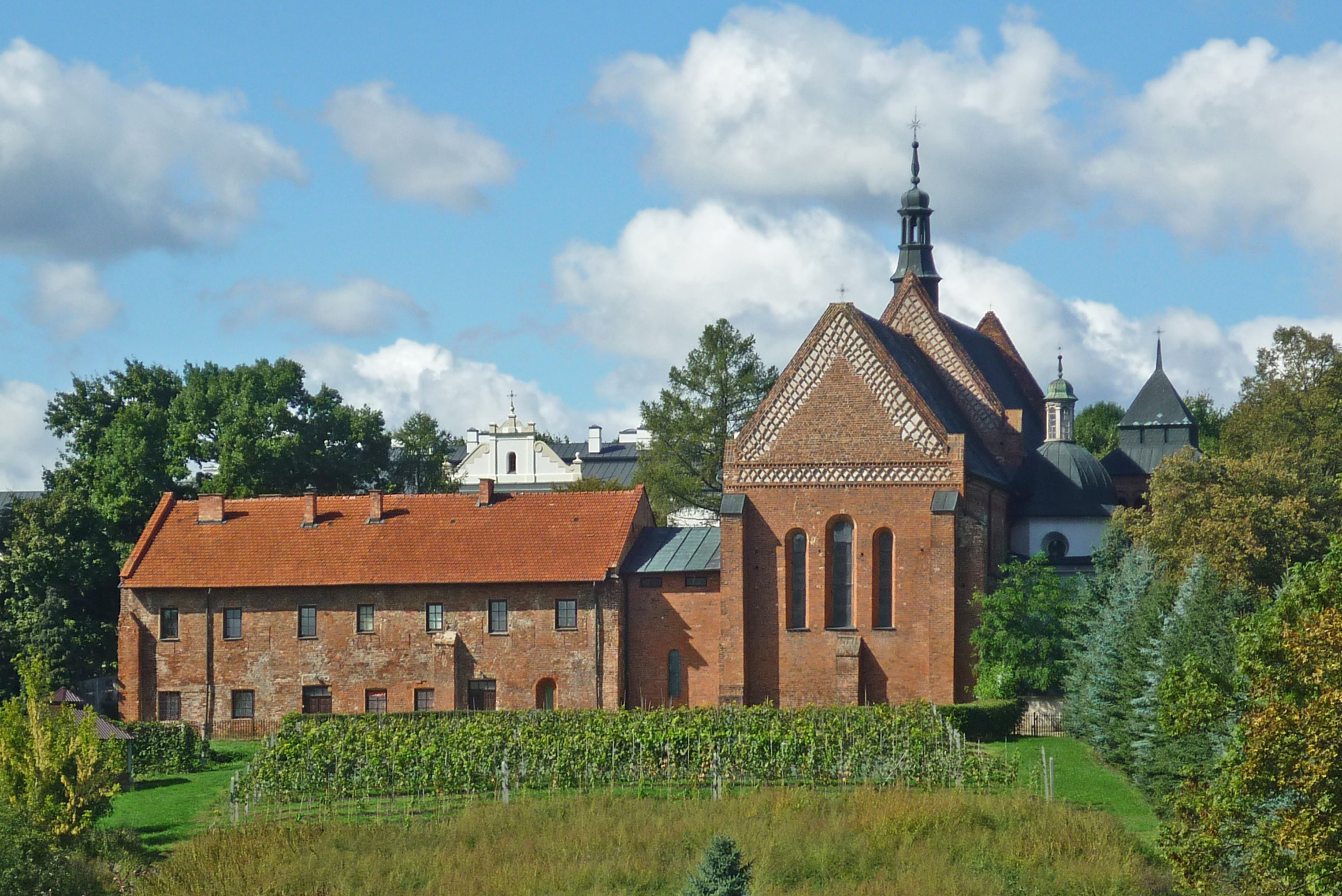
La chiesa di San Giacomo a Sandomierz, santuario dei beati Sadoc e compagni

I beati martiri di Sandomierz sono un gruppo di frati domenicani uccisi durante l'invasione della città polacca da parte dei Tartari. Il capofila del gruppo è Sadoc, priore del convento di San Giacomo; il numero dei compagni è incerto (probabilmente 48, ma alcune fonti parlano anche di 94). Il loro culto fu confermato da papa Pio VII nel 1807.

## Storia
Le notizie circa il nome, il numero e la provenienza dei martiri sono contrastanti. Secondo le Vitae fratrum ordinis Praedicatorum (appendix II, p. 463), redatte attorno al 1260, un gruppo di circa novanta frati domenicani ungheresi subì il martirio per mano dei tartari dopo la caduta della città di Sandomierz; le Vitae (p. 461) parlano anche di un frate Sadoc, priore del convento di Zagabria, inviato da san Domenico in Ungheria dopo il secondo capitolo generale dell'ordine del 1221 insieme con quattro confratelli, senza alludere al loro martirio.
Ambrogio Taegio, nel suo De insigniis ordinis praedicatorum, menziona tra i martiri della provincia d'Ungheria un Sadoc, priore, messo a morte con 48 frati; la stessa notizia si trova nel De viris illustribus ordinis praedicatorum di Leandro Alberti, ma nessuno dei due allude al luogo del martirio o alla loro origine. Il primo a definire Sadoc polacco è Stefano Usodimare nel 1556.
Le testimonianze del culto dei martiri domenicani di Sandomierz sono comunque antiche: papa Alessandro IV, morto nel 1261, accordò alcune indulgenze a tutti coloro che il 2 giugno di ogni anno avrebbero visitato la chiesa domenicana di Sandomierz; nel 1295 papa Bonifacio VIII concesse l'indulgenza plenaria per il giorno della festa di questi martiri, celebrata a Roma nella basilica ad Martyres.
Inoltre, durante gli scavi compiuti sotto la chiesa di San Giacomo a Sandomierz nel 1959 sotto la direzione di Leszek Sarama furono rinvenuti numerosi scheletri con evidenti segni di colpi d'arma da taglio e frammenti di giavellotto.

## Culto
Secondo la tradizione agiografica, il 1º giugno 1260, nel corso dell'assedio dei tartari della città di Sandomierz, un novizio del convento domenicano di San Giacomo incaricato della lettura del martirologio romano avrebbe proclamato: "Sandomiriae, passio quadraginta novem martyrum" (a Sandomierz, passione dei quarantanove martiri). Il giorno dopo i tartari avrebbero espugnato la città e sarebbero penetrati nel convento uccidendo il superiore, Sadoc, e quarantotto dei suoi confratelli che, mentre subivano il massacro, cantavano la Salve Regina.
Da questo episodio deriverebbe la consuetudine domenicana di cantare il Salve Regina accanto al letto dei religiosi moribondi.
Insieme a Sadoc, priore del convento, sarebbero stati uccisi: Paolo, vicario; Malachia, predicatore del convento; Andrea, elemosiniere; Pietro, custode dell'orto; Giacomo, maestro dei novizi; Abele, sindaco; Simone, penitenziere; i sacerdoti professi Clemente, Barnaba, Elia, Bartolomeo, Luca, Matteo, Giovanni e Filippo; i diaconi Gioacchino, Giuseppe e Stefano; i suddiaconi Taddeo, Mosè, Abramo e Basilio; i chierici David, Aronne, Benedetto, Onofrio, Dominico, Michele, Mattia, Mauro e Timoteo; i professi studenti Gordiano, Feliciano, Marco, Giovanni, Gervasio, Cristoforo, Donato, Medardo e Valentino; i novizi Daniele, Tobia, Macario, Raffaele e Isaia; i frati conversi Cirillo (sarto), Geremia (calzolaio) e Tommaso (organista).
Il culto del beato Sadoc e dei compagni martiri fu confermato da papa Pio VII che, il 18 ottobre 1807, permise ai domenicani di celebrarne la festa il 2 giugno.
L'elogio del beato Sadoc e dei suoi compagni si legge nel Martirologio romano al 2 giugno:
(Martirologio romano)